# Callistethus strigidiodes
Callistethus strigidiodes är en skalbaggsart som beskrevs av Blanchard 1851. Callistethus strigidiodes ingår i släktet Callistethus och familjen Rutelidae. Inga underarter finns listade.